# 圣克鲁斯-迪蒙蒂卡斯特卢
圣克鲁斯-迪蒙蒂卡斯特卢是巴西巴拉那州的一个市镇。总面积442.012平方公里，总人口8074人，人口密度18.3人/平方公里。